# Hou Strand
Hou Strand er to strande i feriebyen Hou ved Aalborg Bugt. Strandene er beliggende henholdsvis nord for Hou Havns mole og syd for Hou Havns mole. Havnemolen forårsager en stærk fralandsstrøm nær molen, hvorfor badegæster frarådes at bade for tæt på molen og gå for langt ud.

## Hou Sydstrand
Hou Sydstrand er den bredeste og den mest populære. Den er omkring 20 m bred og 400 m lang. Den har det blå flag og i 2006 valgte Jyllands-Postens læsere den som den bedste strand i Nordjylland.. Stranden er relativt lavvande, med mange revler og bølgerne er sjældent store. Det lave relativt stillestående vande giver en højere vandtemperatur. Alt sammen giver det stranden et renommé som meget børnevenlig. 

## Hou Nordstrand
Hou Nordstrand er den smalleste og med flest lokale gæster. Den er omkring 12 m bred og 1 km lang. Selve stranden har lidt lavere kvalitet end Hou Sydstrand, men badevandet er til gengæld klarere.